# Prevotella
Genre
Prevotella est un genre de bactéries à Gram négatif de la famille des Prevotellaceae.
Les espèces du genre Prevotella font partie du microbiote oral, vaginal et intestinal et sont souvent retrouvées après une infection anaérobie des voies respiratoires. Ces infections incluent la pneumonie d'aspiration, l'abcès pulmonaire, l'empyème pulmonaire, l'otite moyenne chronique et la sinusite. Ils ont été isolés à partir d'abcès et de brûlures à proximité de la bouche, de morsures, de paronychies, d'infections des voies urinaires, d'abcès au cerveau, d'ostéomyélite et de bactériémies associées aux infections des voies respiratoires supérieures. Les espèces du genre Prevotella prédominent dans les maladies parodontales et les abcès parodontaux.

## Rôle dans le microbiote intestinal
Les recherches sur le microbiote humain montrent qu'après la naissance, l'intestin humain est peu à peu principalement colonisé par deux phylums de bactéries : Bacillota et Bacteroidetes ; et principalement dominés par les genres Bacteroides et Prevotella, (qui auraient un ancêtre commun).
Formellement, ces deux genres n'ont été différenciés qu'en 1990 mais leur classification est encore en cours (ex : Bacteroides melaninogenicus a été reclassé et divisé en Prevotella melaninogenica et Prevotella intermedia.
Chez l'Humain, la flore intestinale est dominée soit par le genre Prevotella soit par le genre Bacteroides, ce qui a fait suggérer que ces deux genres seraient, au moins dans une certaine mesure, antagonistes. Une autre hypothèse est que c'est ce que nous mangeons qui favorise l'un ou l'autre de ces genres bactériens. En effet, les analyses de selles montrent le genre Prevotella est plus fréquent dans les régions non-occidentalisées au régime riche en fruits, légumes et racines crus et cuits, alors que dans les pays industrialisés ou là où la viande est consommée en grande quantité, ce sont les bacteroides qui dominent... sauf dans deux cas : chez les végétariens et chez ceux qui suivent un régime méditerranéen (également riches en fruits et légumes).
Conformément, l'analyse génomique de Prevotella copri a montré que cette bactérie ne dispose pas des gènes codant les enzymes dégradant les glycanes de l'hôte, mais qu'elle et génétiquement équipé pour dégrader les glycanes végétaux.
En Afrique, 53 % des bactéries intestinales de jeunes enfants du Burkina Faso appartenaient au genre Prevotella, qui est absent chez les enfants européens du même âge.
Le régime alimentaire à long terme est connu pour être fortement associé à la composition du microbiote intestinal. Une nourriture riche en protéines et de graisses animales (typiques de l'alimentation occidentale) sélectionne des bactéries Bacteroides, alors qu'un régime riche en fibre et glucides favorise le genre Prevotella.
Des Prevotella ont été associées à l'inflammation intestinale. En particulier des populations accrues de P. copri semblent contribuer à une inflammation chronique chez les patients VIH.
Un isolat d'espèce unique P. copri CB7 a été utilisé pour différentes études qui ont montré qu'il peut être bénéfique ou nuisible, selon le contexte.
Prevotella est un genre comprenant une grande diversité d'espèces et pour chaque espèce on observe une grande diversité génétique entre les souches. Une étude récente sur Prevotella chez l'homme a comparé les répertoires de gènes des espèces selon les sites corporels de prélèvement (chez l'homme). Elle confirme un pan-génome ouvert avec une grande diversité du pool de gènes.
En plus des différences génétiques et globales propres au microbiote de l'hôte en général, la grande variété génétique de Prevotella rend difficile la prédiction de leur fonction, qui pourraient varier selon les individus et les contextes.

## Rôle dans le microbiote vaginal
Certaines espèces du genre Prevotella sont aussi des commensaux vaginaux courants.
L'augmentation de leur abondance sur la muqueuse vaginale a été associée à la vaginose bactérienne.
Prevotella s'est avéré être le groupe bactérien le plus héréditaire du microbiome vaginal.
Son abondance a été reliée à l'indice de masse corporelle de la femme, et au contexte hormonal.
Prevotella bivia produit des lipopolysaccharides et de l'ammoniaque qui sont des composantes naturelles du mucus vaginal. Cette bactérie a été associée à la production de cytokines épithéliales, et à une facilitation de la croissance d'autres organismes bactériens associés à la vaginose (ex. : Gardnerella vaginalis). On a constaté que ce dernier stimulait à son tour la croissance de P. bivia.

## Pathogénicité

### Dans la bouche
Prevotella intermedia et Prevotella nigrescens ont été associés à des maladies parodontales inflammatoires, telles que la gingivite de type gravidique, la gingivite ulcéro-nécrotique aiguë et la parodontite ulcéro-nécrotique chez l'adulte. Avec Porphyromonas gingivalis, elles sont connus comme des bactéries anaérobies à pigmentation noire.
Toutes trois ont besoin d'hémine comme source de fer pour leur croissance. Il a été démontré que ces espèces se lient à la lactoferrine qui est libérée avec le contenu des neutrophiles lors de l'inflammation et des saignements chez les patients atteints de parodontite. La lactoferrine inhibe la croissance de P. gingivalis mais pas de certaines Prevotella.
Le fer inorganique et les protéines de liaison au fer telles que la transferrine et la lactoferrine ne favorisent pas la croissance de P. intermedia, mais les composés contenant de l'hémine et du fer (ex : hémine, hémoglobine humaine ou bovine, catalase bovine, stimulent la croissance de Prevotella intermedia. La protéine de liaison à l'hémoglobine sur la surface cellulaire de P.intermedia a été décrite.

### Lien avec la polyarthrite rhumatoïde?
P. copri a été corrélé à l'apparition de la polyarthrite rhumatoïde.

### Lien avec l'ostéomyélite?
Une prolifération de Prevotella et une réduction de Lactobacillus ont été corrélées avec l'apparition de l'ostéomyélite chez la souris de laboratoire. Si on réduit les Prevotella par un antibiotique adapté, on peut induire une augmentation de Lactobacillus montrant un effet protecteur contre l'ostéomyélite.

### Agent synergique en cause dans certaines pneumonies?
Le Staphylococcus aureus résistant à la méticilline (ou SARM), dont les souches ont sans doutes émergées dans les élevages de porcs et de volailles industriels, traités aux antibiotiques) est devenu une cause croissante et commune de pneumonie parfois sévère. Ce risque semble souvent liée à une mauvaise hygiène bucco-dentaire ou à une parodontite à Prevotella intermedia. Dans un modèle murin de pneumonie (exposé à plusieurs souches cliniques nosocomiales de SARM) : en présence de Prevotella intermedia, les souris survivaient moins bien quand le taux de P. intermedia était élevé, et elles présentaient alors des charges bactériennes plus élevées dans les poumons, et une expression plus élevée de l'α-hémolysine (hla).
- Ces effets n'ont pas été observés avec les souches de SARM produisant la leucocidine de Panton-Valentine[16] (ou LPV, une toxine soluble, capable de lyser les leucocytes, et qui est produite dans le staphylocoque par les gènes d'un bactériophage lysogénéisé, c'est-à-dire intégré dans le chromosome bactérien (prophage))[17].
- Ces effets n'ont pas non plus été observé avec les souches de SARM produisent la toxine du Syndrome du choc toxique (TSCT)[16].

Parallèlement les auteurs on montré (in vitro) que l'activité bactéricide des leucocytes polymorphonucléaires contre les souches nosocomiales de SARM était supprimée en présence de Prevotella intermedia, les staphylocoques dorés nosocomiaux proliféraient alors plus facilement dans les poumons. P intermedia semble interagir avec la toxine MRSA d'une manière dépendante de la souche, ce qui pourrait expliquer des variantes de la pathogenèse de la pneumonie sévère à SARM en présence de P intermedia.

## Taxonomie
Le nom correct complet (avec auteur) de ce taxon est Prevotella Shah & Collins 1990.
L'espèce type est : Prevotella melaninogenica (Oliver & Wherry 1921) Shah & Collins 1990.
Prevotella a pour synonymes :
- Hoylesella Hitch et al. 2023
- Leyella Hitch et al. 2023
- Segatella Hitch et al. 2023

### Étymologie
L'étymologie du nom de genre de Prevotella est la suivante : Pre.vot.el’la. N.L. fem. dim. n. Prevotella,nommé d'après le microbiologiste français, A. R. Prévot, un pionnier dans la microbiologie anaérobie.

## Liste d'espèces
Selon LPSN (5 août 2024) qui fait référence en matière de microbiologie, le genre Prevotella comprend les 56 espèces suivantes publiées de manière valide et au nom correct :
- Prevotella albensis Avguštin et al. 1997
- Prevotella amnii Lawson et al. 2008
- Prevotella aurantiaca Sakamoto et al. 2010
- Prevotella baroniae Downes et al. 2005
- Prevotella bergensis Downes et al. 2006
- Prevotella bivia (Holdeman & Johnson 1977) Shah & Collins 1990
- Prevotella brunnea Buhl et al. 2019
- Prevotella bryantii Avguštin et al. 1997
- Prevotella buccae (Holdeman et al. 1982) Shah & Collins 1990
- Prevotella buccalis (Shah & Collins 1982) Shah & Collins 1990
- Prevotella cerevisiae Nakata et al. 2019
- Prevotella colorans Buhl et al. 2016
- Prevotella communis Grabner et al. 2024
- Prevotella copri Hayashi et al. 2007
- Prevotella corporis (Johnson & Holdeman 1983) Shah & Collins 1990
- Prevotella dentalis (Haapasalo et al. 1986) Willems & Collins 1995
- Prevotella dentasini Takada et al. 2010
- Prevotella denticola (Shah & Collins 1982) Shah & Collins 1990
- Prevotella disiens (Holdeman & Johnson 1977) Shah & Collins 1990
- Prevotella enoeca Moore et al. 1994
- Prevotella falsenii Sakamoto et al. 2009
- Prevotella fusca Downes & Wade 2011
- Prevotella herbatica Ueki et al. 2022
- Prevotella histicola Downes et al. 2008
- Prevotella hominis Liou et al. 2020
- Prevotella illustrans Buhl et al. 2021
- Prevotella intermedia (Holdeman & Moore 1970) Shah & Collins 1990
- Prevotella jejuni Hedberg et al. 2013
- Prevotella lacticifex Shinkai et al. 2022
- Prevotella lascolaii Diop et al. 2021
- Prevotella loescheii (Holdeman & Johnson 1982) Shah & Collins 1990
- Prevotella maculosa Downes et al. 2007
- Prevotella marshii Downes et al. 2005
- Prevotella melaninogenica (Oliver & Wherry 1921) Shah & Collins 1990
- Prevotella merdae Maaloum et al. 2023
- Prevotella micans Downes et al. 2009
- Prevotella mizrahii Wylensek et al. 2021
- Prevotella multiformis Sakamoto et al. 2005
- Prevotella multisaccharivorax Sakamoto et al. 2005
- Prevotella nanceiensis Alauzet et al. 2007
- Prevotella nigrescens Shah & Gharbia 1992 (Sa republication en 1993 est considérée non valide et n'est retenue que celle de 1992)
- Prevotella oralis (Loesche et al. 1964) Shah & Collins 1990
- Prevotella oris (Holdeman et al. 1982) Shah & Collins 1990
- Prevotella oulorum corrig. (Shah et al. 1985) Shah & Collins 1990
- Prevotella pallens Könönen et al. 1998
- Prevotella paludivivens Ueki et al. 2007
- Prevotella phocaeensis Afouda et al. 2019
- Prevotella pleuritidis Sakamoto et al. 2007
- Prevotella saccharolytica Downes et al. 2010
- Prevotella salivae Sakamoto et al. 2004
- Prevotella scopos Downes & Wade 2011
- Prevotella shahii Sakamoto et al. 2004
- Prevotella stercorea Hayashi et al. 2007
- Prevotella timonensis Glazunova et al. 2007
- Prevotella veroralis (Watabe et al. 1983) Shah & Collins 1990
- Prevotella vespertina Buhl & Marschal 2020

### Espèces publiées de manière non valide
Selon LPSN (5 août 2024), le genre Prevotella comprend les 11 espèces suivantes publiées de manière non valide et au nom préféré mais non correct selon les critères du Comité international de systématique des procaryotes :
- "Candidatus Prevotella avicola" Gilroy et al. 2021
- Prevotella conceptionensis Fenollar et al. 2006
- "Candidatus Prevotella equi" Gilroy et al. 2022
- Prevotella ihumii Anani & al. 2019
- "Candidatus Prevotella intestinigallinarum" Gilroy et al. 2021
- Prevotella koreensis Park et al. 2019
- Prevotella pectinovora Nograšek & al. 2015
- "Prevotella rectalis" Belkacemi et al. 2020
- "Candidatus Prevotella stercoripullorum" Gilroy et al.

### Espèces synonymes
Selon LPSN (5 août 2024), plusieurs espèces ont été synonymisées et portent désormais un nouveau nom :
- Prevotella brevis  renommée en Xylanibacter brevis (Bryant & al., 1958) Hitch et al. 2023
- Prevotella heparinolytica renommée Bacteroides heparinolyticus Okuda et al. 1985
- "Candidatus Prevotella marseillensis" publiée de manière non valide par Yimagou et al. 2019 est synonymisée en Prevotella marseillensis mais reste publiée de manière non valide et donc sans statut de validité.

- Prevotella oryzae renommée en Xylanibacter oryzae Ueki & al. 2006
- Prevotella rara renommée en Xylanibacter rarus (Efimov & al. 2018) Hitch et al. 2023
- Prevotella ruminicola renommée en Xylanibacter ruminicola (Bryant & al., 1958) Hitch et al. 2023
- Prevotella tannerae renommée en Alloprevotella tannerae (Moore et al. 1994) Downes et al. 2013
- Prevotella zoogleoformans renommée en Bacteroides zoogleoformans (Weinberg et al. 1937) Cato et al. 1982

### Espèce avec erreur d'écriture
Selon LPSN (5 août 2024), une espèce a dû être renommmée car mal écrite au départ.
- Prevotella oulora renommée en Prevotella oulorum (Shah & al., 1985) Shah & Collins, 1990

### Espèce disputée
Selon LPSN (5 août 2024), l'espèce suivante, a été suggérée comme appartenant au genre Prevotella mais sans proposition formelle.
- Hallella seregens Moore & Moore 1994 emend. Hahnke & al. 2016

## Prevotellaet Covid-19
À la suite de la reprise, déformée, d'un post émis la veille, par un article mis en ligne le 19 avril 2020 sur le site Israël Magazine, un message a circulé sur les réseaux sociaux faisant état d'une soi-disant découverte sur le lien entre Covid-19 et la bactérie Prevotella[Laquelle ?]. Le 22 avril 2020, il n'existe aucune publication scientifique sur le sujet et cette hypothèse n'a jamais pu être confirmée. Cette théorie, ainsi que celle qui expliquerait du même coup l'activité d'un antibiotique (l'azithromycine) sur un virus, sont niées par l'INSERM dans son point d'information.

## Ressources et notices
- Ressources relatives à la santé :   - Medical Subject Headings
  - WikiSkripta